# Theatinerstraße

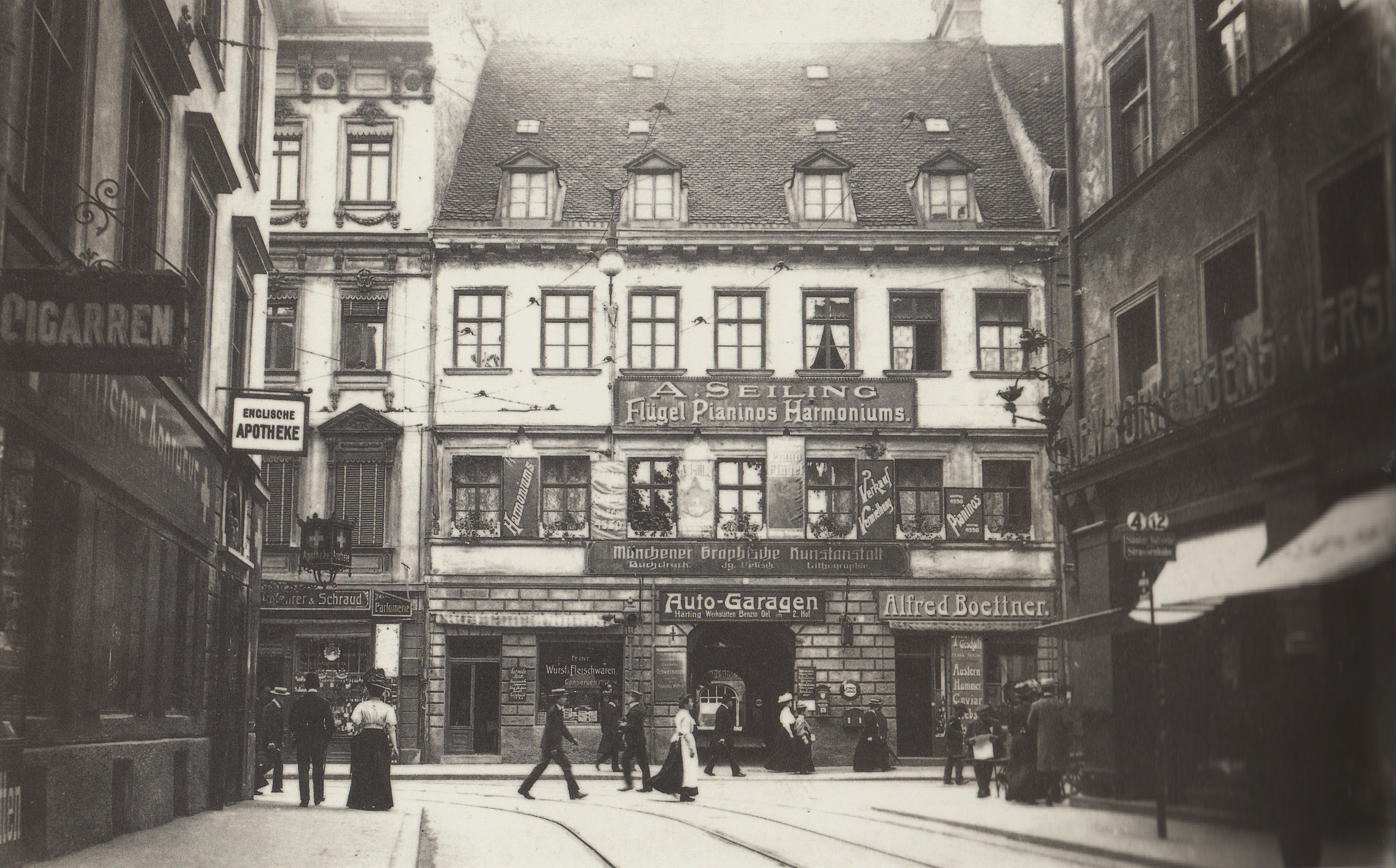
Blick von der Perusastraße auf die Theatinerstraße 8 (1908)

Die Theatinerstraße ist eine Straße in der Münchner Altstadt. Sie verbindet (wie die parallel verlaufende Residenzstraße) den Odeonsplatz mit dem südlich gelegenen Marienhof und beherbergt eine Reihe von klassizistischen Bauten sowie zahlreiche Einkaufsmöglichkeiten. Durch die anliegende Theatinerkirche, beziehungsweise durch den dort ansässigen Theatinerorden erhielt die Straße ihren heutigen Namen; früher hieß sie „Hintere Schwabinger Gasse“.

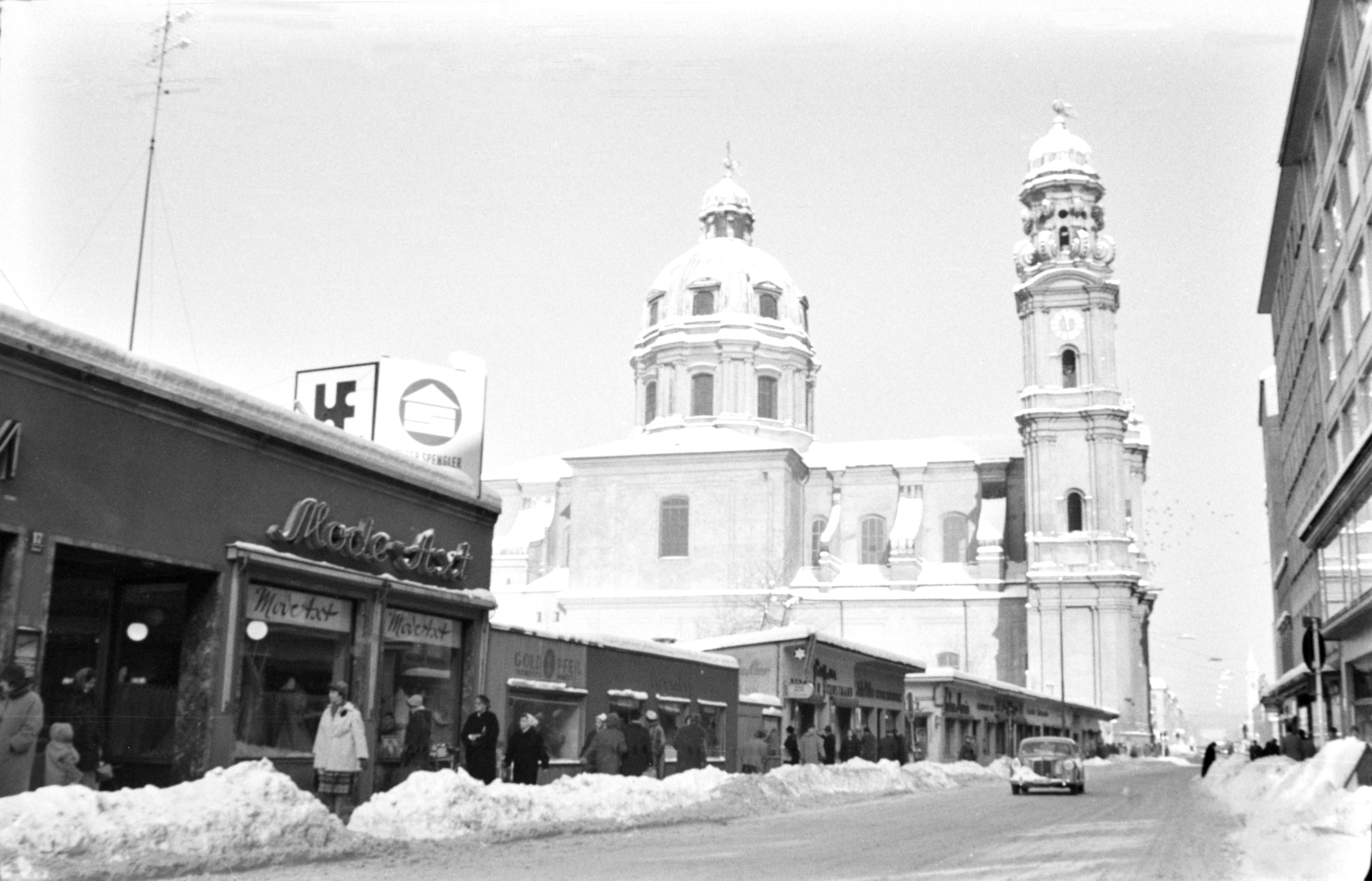
Im Winter 1959

## Lage
Die Theatinerstraße erstreckt sich vom Odeonsplatz nach Süden bis zum Marienhof. Die Viscardigasse und die Perusastraße verbinden sie mit der Residenzstraße im Osten; über die Salvatorstraße oder die Maffeistraße erreicht man die Kardinal-Faulhaber-Straße als westlich verlaufende Parallelstraße. Nach Osten geht die Perusastraße ab, die zum Max-Joseph-Platz mit dem Nationaltheater führt. Weiter südlich zweigt die Maffeistraße ab, die zum Promenadeplatz führt. Die Theatinerstraße geht auf Höhe der Schäfflerstraße in die Weinstraße über, die am Neuen Rathaus vorbei auf den Marienplatz führt. Der Straßenzug Theatinerstraße–Weinstraße ist Teil der in Nord-Süd-Richtung verlaufenden mittelalterlichen Fernhandelsstraße, die bereits bei der Stadtgründung im 12. Jahrhundert existierte und sich am Marienplatz mit der in Ost-West-Richtung verlaufenden Salzstraße kreuzte. Der Übergang von der Weinstraße in die Theatinerstraße markiert die Grenze der hochmittelalterlichen sogenannten Heinrichsstadt. Dort befand sich bis 1691 das Hintere Schwabinger Tor, auch Wilbrechtsturm genannt. Am nördlichen Ende der Theatinerstraße stand bis 1817 das Äußere Schwabinger Tor.

## Einkaufsstraße
Viele internationale Unternehmen sind mit Filialen in der Theatinerstraße vertreten, so unter anderem Armani, Bassetti, Butlers, Zara, Esprit und Bose. Zudem befinden sich hier die Fünf Höfe, die weitere 60 Geschäfte, mehrere Restaurants sowie die Kunsthalle der Hypo-Kulturstiftung beherbergen. Sie belegt als Einkaufslage nach der Kaufingerstraße, ihrer Verlängerung Neuhauser Straße und der Weinstraße Platz 4. Sie zeigt mit in Spitzenzeiten über 10.000 Passanten pro Stunde, ein vergleichbares Profil auf, was die Geschäftsstruktur der angrenzenden Weinstraße betrifft. Während der wärmeren Jahreszeit reiht sich in der Mitte der Straße ein Straßencafé an das andere.

## Verkehr
Seit den olympischen Spielen 1972 ist der gesamte Verlauf (Sendlinger Straße ab 2017) als Fußgängerzone deklariert und nicht für den motorisierten Individualverkehr befahrbar. Fahrradfahrer dürfen die Theatiner Straße von der Schrammerstraße zur Maffeistraße kreuzen.
Mit der Münchner U-Bahn ist die Theatinerstraße über den U-Bahnhof Odeonsplatz über die Linien U3, U4, U5 und U6 zu erreichen. Ebenfalls am Odeonsplatz befindet sich eine Bushaltestelle, die von den Linien N40, N41 und 100 bedient wird. Die  Straßenbahnlinien 19 und 21 kreuzen die Theatinerstraße von der Perusastraße zur Maffeistraße kommend, mit der an der Ecke Maffeistraße befindlichen Haltestelle Theatinerstraße.

## Sehenswürdigkeiten

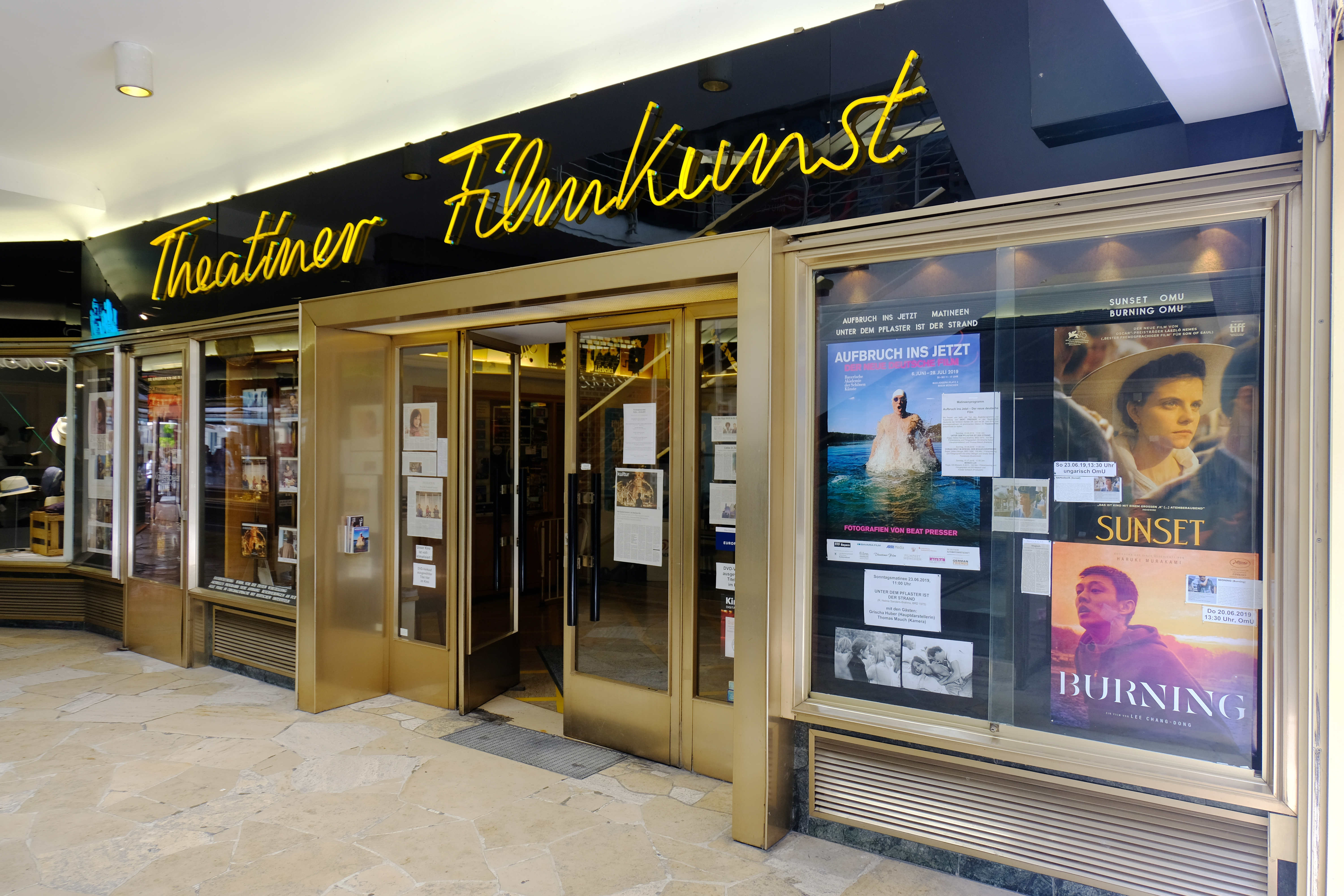
Das Kino Theatiner Filmkunst (2019)

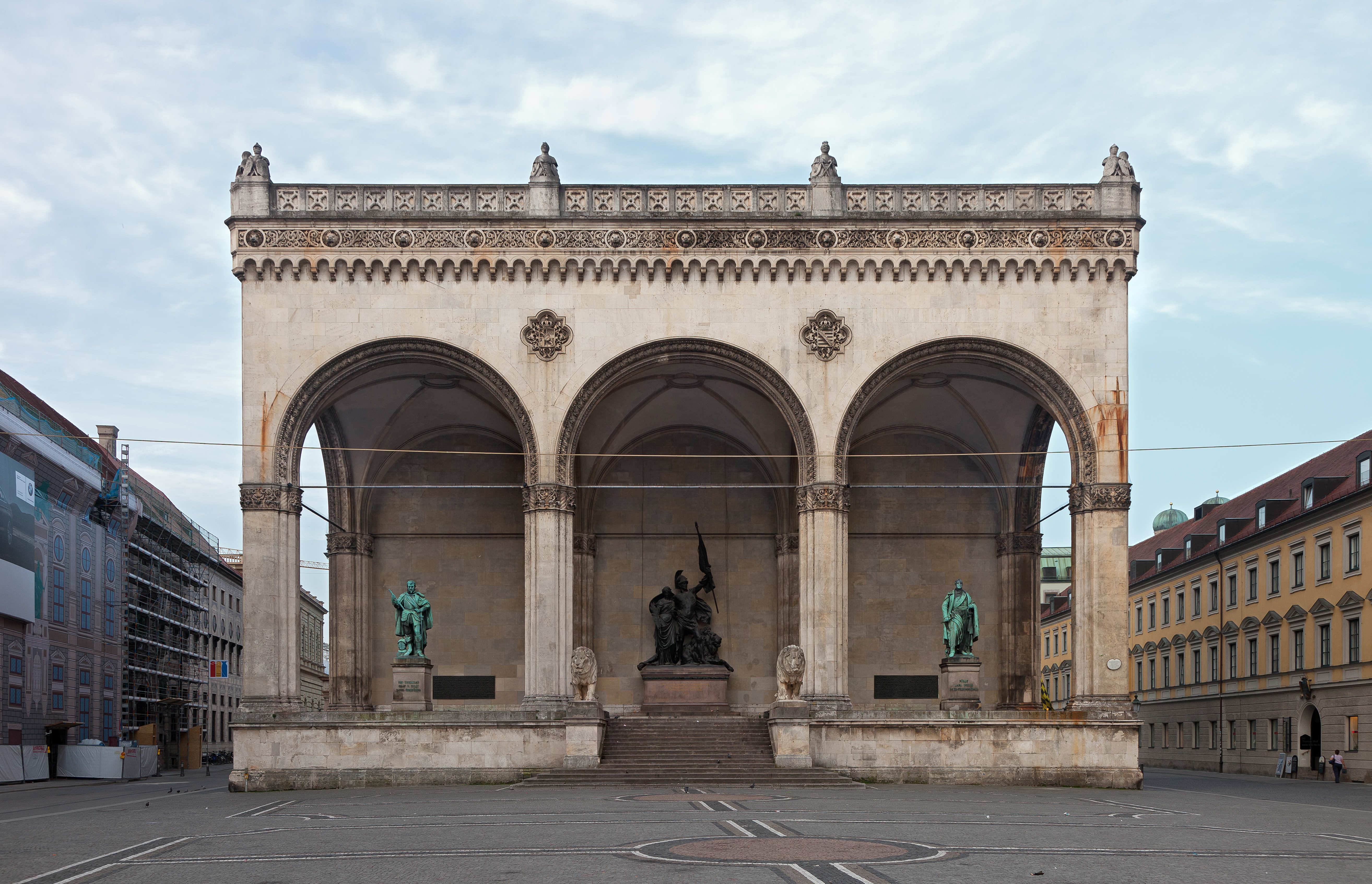
Feldherrnhalle; links die Residenzstraße, rechts die Theatinerstraße

Anders als die Kardinal-Faulhaber-Straße und mehr noch als die Residenzstraße, die beide annähernd parallel laufen, hat die Theatinerstraße ihr Gesicht seit dem Zweiten Weltkrieg stark verändert. Viele sehenswerte Bauten wurden vernichtet, darunter das Palais Piosasque de Non von François de Cuvilliés. Weitere durch den Krieg verlorene Adelspaläste sind das Palais Kuen-Belassy in der Theatinerstraße 19, erbaut um 1725 wahrscheinlich von Joseph Effner, und das barocke Palais Berchem von Enrico Zuccalli an der Theatinerstraße 20. Das ebenfalls zerbombte, nach Hans Mielich benannte Mielich Haus in Nummer 10 wurde unter Graf Felix zu Törring-Jettenbach 1747–1754 umgebaut. Die Rokokofassade war eine der schönsten der Stadt. Allerdings gingen bereits zuvor im Bauboom zu Anfang des zwanzigsten Jahrhunderts einige barocke Häuser verloren. Ein Beispiel ist das Palais Tattenbach in der Theatinerstraße 6, erbaut 1770 und abgebrochen 1910. An der Theatinerstraße liegen heute noch diese Bauten:
- Palais Moy
- Palais Preysing
- Arco-Palais
- Feldherrnhalle
- Theatinerkirche

In der von Jean Ehrhard 1954/55 erbauten Theatinerpassage, die die Theatinerstraße 32 mit der Residenzstraße 23 verbindet, ist seit 1956 das Kino Theatiner Filmkunst beheimatet (Architekt: Hanns Atzenbeck). Charakteristisch für das Innere der Passage sind die nach oben geschwungene Freitreppe und das gefächerte Glasdach. Das Kino, in dem seit über 60 Jahren Filmkunst gezeigt wird, steht mitsamt der Ausstattung unter Denkmalschutz. An der Theatinerstraße 38 überstand den Krieg ein von Max Littmann 1903 entworfenes Geschäftshaus mit einer Sandsteinfassade mit Anleihen des Wiener Barocks.